# Ernst Höfner (Politiker)

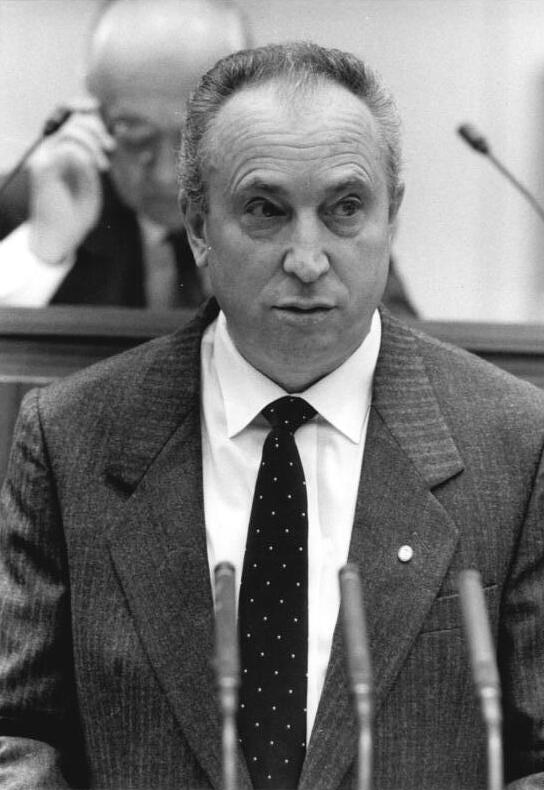
Ernst Höfner (1986)

Ernst Höfner (* 1. Oktober 1929 in Liebenstein; † 24. November 2009 in Berlin) war ein deutscher Politiker und Minister der Finanzen der DDR.

## Leben
Der Sohn eines Drehers erlernte nach dem Besuch der Grundschule den Beruf eines Glasbläsers. Er arbeitete zunächst in dem Beruf und absolvierte dann eine Ausbildung zum Industriekaufmann. 1948 wurde er Mitglied der SED. 1948/49 arbeitete er als Finanzbuchhalter und nach einem Fachschulstudium 1949/50 als Hauptbuchhalter bzw. Hauptreferent im Ministerium der Finanzen der DDR. Von 1952 bis 1955 studierte er an der Hochschule für Finanzwirtschaft mit dem Abschluss als Diplom-Wirtschaftler. Anschließend war er von 1955 bis 1970 Abteilungsleiter im Finanzministerium. Von 1962 bis 1965 studierte er an der Parteihochschule der KPdSU in Moskau Gesellschaftswissenschaften. Von 1970 bis 1976 war er stellvertretender Minister der Finanzen. Dann war er als Nachfolger von Walter Schindler von Februar 1976 bis Januar 1979 1. Sekretär der SED-Kreisleitung der Zentralen Bank- und Finanzorgane und von Januar 1979 bis 1981 als Nachfolger von Wolfram Krause 1. Sekretär der SED-Kreisleitung der Staatlichen Plankommission. Vom 26. Juni 1981 bis November 1989 war er als Nachfolger des nur ein Jahr amtierenden Werner Schmieder Minister der Finanzen. Als Finanzminister gehörte er auch dem Präsidium des Ministerrates an.

## Kritik an der Wirtschaftspolitik der DDR
Ernst Höfner war einer der Autoren der „Analyse der ökonomischen Lage der DDR mit Schlußfolgerungen“ zusammen mit Gerhard Schürer, Gerhard Beil, Alexander Schalck-Golodkowski und Arno Donda, als Vorlage für das Politbüro der SED am 30. Oktober 1989. In diesem auch „Schürer-Papier“ bekannt gewordenen Geheimbericht wurde die Überschuldung und wirtschaftliche Zerrüttung der DDR erstmals deutlich benannt.
Am 13. November 1989 bei der Aussprache zur politischen Lage in der DDR in der Volkskammer sprach Höfner erstmals zur Staatsverschuldung und erklärte dabei unter anderem, dass der gegenüber der Volkskammer stets als ausgeglichen dargestellte Staatshaushalt zum Teil doch auf der Aufnahme von Krediten beruht habe. Er übernahm die Verantwortung für versäumte Rechenschaftslegungen und die staatliche Finanzlage. Höfner sprach über die Verschlechterung der Exportleistung und der Abwertung der Mark der DDR gegenüber der Valutamark sowie zur Preisentwicklung.

## Auszeichnungen
- 1973 Vaterländischer Verdienstorden in Bronze und 1989 in Gold[5]
- 1979 Ehrentitel Verdienter Mitarbeiter des Finanzwesens der Deutschen Demokratischen Republik